# Ayn, Savoie
Ayn este o comună în departamentul Savoie din sud-estul Franței. În 2009 avea o populație de 348 de locuitori.

## Evoluția populației
| An        | 1975 | 1982 | 1990 | 1999 | 2006 | 2009 |
| --------- | ---- | ---- | ---- | ---- | ---- | ---- |
| Populație | 271  | 255  | 288  | 278  | 326  | 348  |